# Ústavně právní výbor Poslanecké sněmovny Parlamentu České republiky
Ústavně právní výbor Poslanecké sněmovny Parlamentu ČR je jedním z výborů, které si může Poslanecká sněmovna zřídit. 
Ve volebním období 2021–2025 ho vede Radek Vondráček z ANO 2011.

## Předsedové výboru v historii

### Seznam předsedů
| Předseda         | Strana | Strana              | Doba vykonávání úřadu | Foto |
| ---------------- | ------ | ------------------- | --------------------- | ---- |
| Miloslav Výborný |        | KDU-ČSL             | 1993–1996             |      |
| Libor Novák      |        | ODS                 | 1996–1997             |      |
| Jitka Kupčová    |        | ČSSD                | 1998–2002             |      |
| Miloslav Výborný |        | KDU-ČSL             | 2002–2003             |      |
| Vlasta Parkanová |        | KDU-ČSL             | 2003–2006             |      |
| Marek Benda      |        | ODS                 | 2006–2010             |      |
| Karolína Peake   |        | VV                  | 2010–2011             |      |
| Marek Benda      |        | ODS                 | 2011–2012             |      |
| Stanislav Polčák |        | TOP 09 a Starostové | 2012–2013             |      |
| Jeroným Tejc     |        | ČSSD                | 2013–2017             |      |
| Marek Benda      |        | ODS                 | 2017–2021             |      |
| Radek Vondráček  |        | ANO 2011            | 2021–2025             |      |

## Ústavně právní výbor (od 23.11.2021)

### Místopředsedové výboru
- doc. JUDr. Vladimír Balaš, CSc
- Marek Benda
- Mgr. Aleš Dufek
- Ing. Vladimíra Lesenská
- Mgr. et Mgr. Jakub Michálek, Ph.D.
- Ing. Zuzana Ožanová

## Ústavně právní výbor (24.11.2017 – 21.10.2021)

### Místopředsedové výboru
- JUDr. Stanislav Grospič
- Mgr. Tomáš Kohoutek, MBA
- Jana Levová
- Mgr. et Mgr. Jakub Michálek
- Ing. Zuzana Ožanová
- Mgr. Kateřina Valachová, Ph.D.

## Ústavně právní výbor (27.11.2013 – 26.10.2017)

### Místopředsedové výboru
- Mgr. Marie Benešová
- JUDr. Pavel Blažek, Ph.D.
- Mgr. Jan Farský
- JUDr. Stanislav Grospič
- Mgr. Petr Kořenek
- JUDr. Jiří Pospíšil
- prof. JUDr. Helena Válková, CSc.
- Mgr. Radek Vondráček
- Ing. Vlastimil Vozka

## Ústavně právní výbor (24.06.2010 – 28.08.2013)

### Místopředsedové výboru
- JUDr. Stanislav Grospič
- JUDr. Jan Chvojka
- JUDr. Jana Kaslová
- JUDr. Stanislav Křeček
- JUDr. Pavel Staněk
- Mgr. Jana Suchá

## Ústavně právní výbor (12.09.2006 – 03.06.2010)

### Místopředsedové výboru
- JUDr. Eva Dundáčková
- JUDr. Stanislav Grospič
- prof.JUDr. Zdeněk Jičínský, DrSc.
- JUDr. Stanislav Křeček
- JUDr. Vlasta Parkanová
- JUDr. Jiří Polanský

## Ústavně právní výbor (16.07.2002 – 15.06.2006)

### Místopředsedové výboru
- JUDr. Zdeněk Koudelka, Ph.D.
- JUDr. Stanislav Křeček
- JUDr. Jiří Pospíšil
- JUDr. Marie Rusová

## Ústavně právní výbor (22.07.1998 – 20.06.2002)

### Místopředsedové výboru
- Marek Benda
- prof.JUDr. Zdeněk Jičínský, DrSc.
- JUDr. Vlasta Parkanová
- Mgr. Milan Zuna

## Ústavně právní výbor (02.07.1996 – 19.06.1998)

### Místopředsedové výboru
- prof.JUDr. Zdeněk Jičínský, DrSc.
- RNDr. Libor Kudláček
- JUDr. Hana Marvanová
- Mgr. Jaroslav Orel

## Ústavně právní výbor (06.06.1992 – 06.06.1996)

### Místopředsedové výboru
- JUDr. Hana Marvanová
- Ing. Ivan Mašek
- JUDr. Anna Röschová